# Ruhensdorf
Ruhensdorf ist ein Gemeindeteil der Kreisstadt Ebersberg im oberbayerischen Landkreis Ebersberg. Das Dorf liegt circa drei Kilometer östlich von Ebersberg auf der Gemarkung Oberndorf.

## Geschichte
Früherer Name des Ortes war Rudersdorf. Im Zuge der Gebietsreform in Bayern kam Ruhensdorf am 1. Januar 1974 durch Eingemeindung der Gemeinde Oberndorf zu Ebersberg.

## Baudenkmäler
- Hofkapelle